# Ghostbusters (film fra 2016)
Ghostbusters er en amerikansk komediefilm og er en reboot af Ghostbusters-serien. Filmen er instrueret af Paul Feig, som også har skrevet manuskriptet sammen med Katie Dippold. Den havde premiere i USA den 15. juli 2016.

## Medvirkende
- Kristen Wiig - Erin Gilbert
- Melissa McCarthy - Abby Bergman
- Kate McKinnon - Jillian Holtzmann
- Leslie Jones - Patty Tolan
- Neil Casey - Rowan
- Chris Hemsworth - Kevin
- Andy García - New Yorks borgmester
- Michael K. Williams - Hawkins
- Matt Walsh - Rourke
- Cecily Strong
- Pat Kiernan - Nyhedsvært

### Gæsteroller
- Bill Murray - Martin Heiss
- Dan Aykroyd - Cabbie
- Sigourney Weaver - Rebecca Gorin
- Ernie Hudson - Uncle Bill Jenkins
- Annie Potts - Hotel Desk Clerk
- Ozzy Osbourne - Som sig selv
- Al Roker - Som sig selv
- Pat Kiernan - Som sig selv
- Adam Ray - Slimer